# Ciclón tropical en el Atlántico Sur

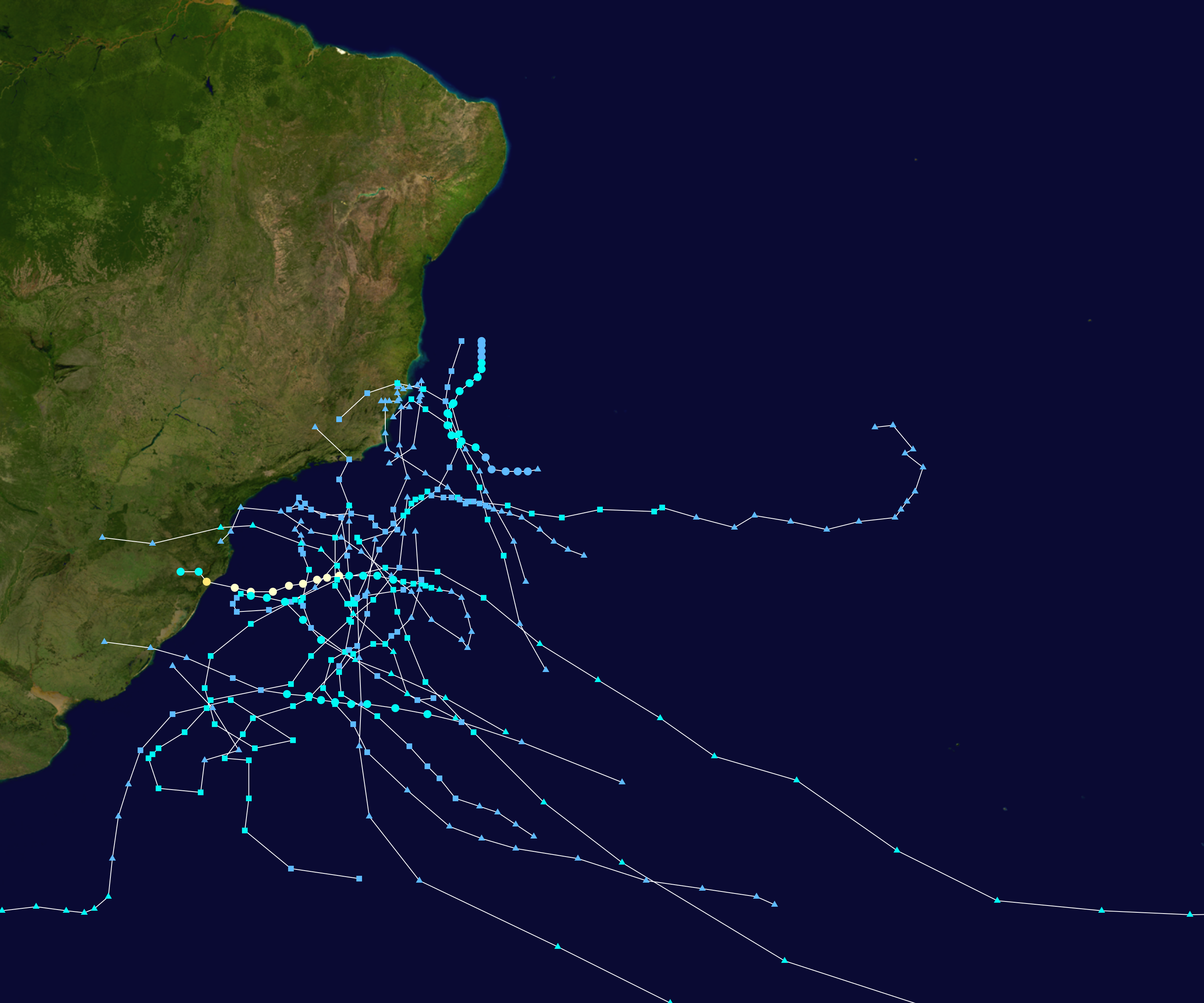
Recorridos de los ciclones tropicales y subtropicales en el Atlántico sur.

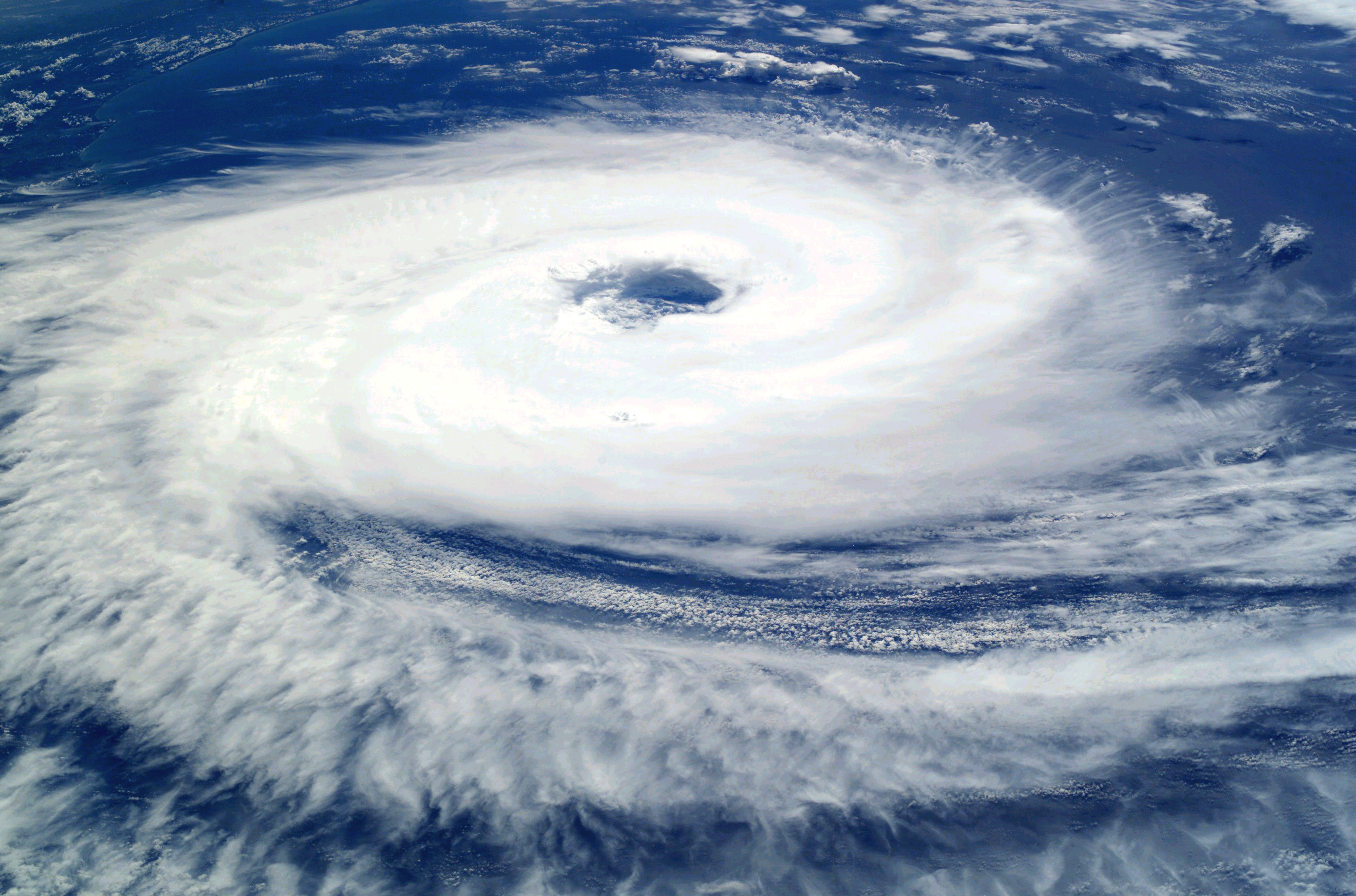
La tripulación de la Estación Espacial Internacional fotografió el huracán Catarina haciendo entrada en tierra en el estado de Santa Catarina al sur de Brasil.

Se denomina ciclón tropical del Atlántico Sur a un ciclón tropical que ocurre en el océano Atlántico meridional, al sur de la Línea ecuatorial, y se trata de un evento atmosférico inusual. La fuerte cizalladura vertical (que impide la formación de ciclones) y la ausencia de perturbaciones atmosféricas favorables para el desarrollo de ciclones hacen que estos fenómenos con fuerza de huracán sean extremadamente raros.
Si una "temporada de huracanes" en Brasil fuese marcada en el Atlántico Meridional, sería lo contrario a la temporada del Atlántico Norte, desde diciembre a mayo con la mitad de marzo como el pico máximo, en el que los océanos son más cálidos en el Hemisferio Sur. El ciclón más notable fue el Ciclón Catarina de 2004, único ciclón del Atlántico sur que registró intensidad de huracán.
Se considera tan rara la formación de estos ciclones que la Organización Meteorológica Mundial no designó un Centro Meteorológico Regional Especializado responsable de monitorearlos. Por tal razón, la distribución de alertas ha sido efectuada en el pasado por el Centro Nacional de Huracanes de Miami, que los designa con el prefijo SL. Por ejemplo, la tormenta tropical Anita de 2010 fue monitoreada con la designación Invest SL902010.

## Teorías sobre la infrecuencia de ocurrencia
Inicialmente se pensó que los ciclones tropicales no se desarrollaban dentro del Atlántico Sur. La cizalladura del viento vertical muy fuerte en la troposfera se considera un factor de disuasión. La Zona de Convergencia Intertropical cae de uno a dos grados al sur del ecuador, no lo suficientemente lejos del ecuador para que la fuerza de Coriolis ayude significativamente al desarrollo. Las temperaturas del agua en los trópicos del Atlántico sur son más frías que las del Atlántico norte tropical.
Durante abril de 1991 se demostró que estas afirmaciones eran falsas, cuando el Centro Nacional de Huracanes (NHC) de los Estados Unidos informó que se había desarrollado un ciclón tropical sobre el Atlántico sur oriental. En los años siguientes, se sospechó que algunos sistemas tenían las características necesarias para ser clasificados como ciclones tropicales, incluso en marzo de 1994 y enero de 2004. Durante marzo de 2004, un ciclón extratropical pasó formalmente a un ciclón tropical y tocó tierra en Brasil, después de convirtiéndose en un huracán de categoría 2 en la escala de vientos de huracán Saffir-Simpson. Mientras el sistema amenazaba al estado brasileño de Santa Catarina, un periódico utilizó el titular "Furacão Catarina", que originalmente se suponía que significaba "furacão (huracán) que amenaza (Santa) Catarina (el estado)". Después de que la prensa internacional comenzó a monitorear el sistema, se adoptó formalmente el "Huracán Catarina".
En el Sexto Taller Internacional de la OMM sobre Ciclones Tropicales (IWTC-VI) en 2006, se cuestionó si se habían desarrollado ciclones tropicales o subtropicales en el Atlántico Sur antes de Catarina. Se señaló que se habían desarrollado sistemas sospechosos en enero de 1970, marzo de 1994, enero de 2004, marzo de 2004, mayo de 2004, febrero de 2006 y marzo de 2006. También se sugirió que se debería hacer un esfuerzo para localizar cualquier posible sistema utilizando imágenes de satélite y datos sinópticos; sin embargo, se señaló que este esfuerzo puede verse obstaculizado por la falta de imágenes geoestacionarias sobre la cuenca antes de 1966. Posteriormente se realizó y publicó un estudio durante 2012, que concluyó que había habido 63 ciclones subtropicales en el Atlántico Sur entre 1957 y 2007. Durante enero de 2009, se desarrolló una tormenta subtropical en la cuenca, y en marzo de 2010, se desarrolló una tormenta tropical, que fue nombrada Anita por los servicios meteorológicos públicos y privados de Brasil. En 2011, el Centro Hidrográfico de la Armada de Brasil comenzó a asignar nombres a los ciclones tropicales y subtropicales que se desarrollan dentro de su área de responsabilidad, al oeste de 20 ° W, cuando tienen velocidades de viento sostenidas de al menos 65 km / h (40 mph).

## Lista de ciclones tropicales y subtropicales en el Atlántico sur

### Ciclón subtropical de marzo de 1974
Similar a la formación del ciclón Catarina de 2004, una estructura de bloque dipolar bien establecida (o bloques de Rex) persistió por nueve días y medio sobre el Atlántico suroccidental a finales de marzo de 1974, el cual disminuyó la cizalladura de viento por toda la región. Un área de baja presión se formó sobre la cuenca del Amazonas y se fortaleció a medida que se desplazaba al sureste sobre mar abierto, estableciendo una circulación muy amplia. Las convección profunda se incrementó cerca del centro y las bandas nubosas empezaron a formarse. El sistema adquirió características de un ciclón subtropical y empezó a dar signos de formación de un núcleo cálido, es decir adquirir características tropicales. Sin embargo, no pudo intensificarse más, debido al debilitamiento de la cresta, un componente del bloque, el cual incrementó la intensidad de la cizalladura; además la disminución de la temperatura superficial del mar potenció su debilitamiento. Diferente al Catarina, el sistema mantuvo un desplazamiento al sureste durante su existencia.

### Tormenta tropical de Angola (1991)
El 10 de abril de 1991 una tormenta tropical que se formó en el Atlántico Sur, en la costa de Angola, y fue grabada por los satélites. Alcanzó su pico el día 11 y se disipó el día 16, moviéndose al oesudoeste de donde se formó. De los pocos ciclones tropicales del Atlántico Sur que han existido, este fue el único en la costa este Atlántica. También fue el primero observado en el Atlántico meridional.

### Tormenta tropical Samba
Una pequeña área de convección se desarrolló en tierra firme a partir de una borrasca el 17 de enero de 2004 en Brasil, cerca de Salvador de Bahía. Se organizó y comenzó a desarrollarse como depresión tropical el 18 de enero. A la mañana siguiente tenía un área nuboso central densa (CDO) y bandas bien definidas, alcanzando a ser tormenta tropical durante la tarde del 19. Ubicada a 150 millas náuticas al sudeste de Salvador, se debilitó cuando la cizalladura vertical, típica de la región, se volvió dominante. El ciclón Samba se movió hacia tierra el día 20, con circulación desprovista de convección, y se disipó al día siguiente sobre Brasil, donde causó densas precipitaciones e inundaciones.
El ciclón fue bautizado no oficialmente como Samba por investigadores que analizaron el sistema.
Samba marcó la primera fecha registrada en la que dos ciclones tropicales (Catarina y Samba) han sido vistas en el mismo año en el Atlántico Sur y pueden ser consideradas parte de la temporada de ciclones en el Atlántico sur de 2003-04.

### Huracán Catarina
El huracán Catarina fue un ciclón extraordinariamente raro, formándose en el océano Atlántico en marzo de 2004. Justo después se convirtió en huracán, golpeando la costa sur de Brasil en la tarde del 28 de marzo, con vientos estimados de 160 km/h, convirtiéndolo en una tormenta de Categoría 2 en la Escala de huracanes de Saffir-Simpson. 
Este evento fue considerado por los meteorólogos como algo que sólo puede suceder una vez en la vida (aunque algunos creen que el cambio climático puede hacerlos más comunes).

### Tormenta tropical de febrero de 2006
El 24 de febrero, durante varias horas se formó una depresión tropical, pero fue deshecha rápidamente por la fuerte cizalladura. El sistema tenía circulación cerrada y vientos de hasta 56 km/h (de acuerdo con el satélite QuikSCAT). El sistema se formó cerca de 29S 36W, a unos 965 kilómetros de Río de Janeiro, Brasil, sobre aguas de 27 °C.
El 15 de marzo se formó otra perturbación de los restos de una borrasca de núcleo frío, que se situó sobre aguas de 27 °C el tiempo suficiente para comenzar a adquirir características tropicales. Este sistema tuvo al menos dos explosiones convectivas, una cerca del centro de circulación, pero ambas fueron barridas por la cizalladura. Su trayectoria hacia el sur (paralelo a la costa) sobre aguas más frías, se unió a la interacción con un frente frío que sirvió para evitar que el sistema se desarrollase más.

### Tormenta subtropical de enero de 2009
Una vaguada de magnitud media a alta en conjunción con un área de baja presión de núcleo cálido formó a un sistema sobre Uruguay y el estado de Río Grande del Sur, Brasil y se desplazó al este sobre el Atlántico sur. Los vientos se registraron en 54 nudos en la costa uruguaya y el extremo sur del estado de Río Grande del Sur. La tormenta produjo precipitaciones en 24 horas de 300 milímetros o más en algunos lugares del departamento de Rocha, Uruguay y del estado brasileño. Una estación climática de MetSul en Morro Redondo, sur de Brasil, registró precipitaciones de 278.2 milímetros en un período de 24 horas. Catorce muertos y miles de evacuados fueron atribuidos a la tormenta, con una declaración de emergencia en cuatro ciudades.

### Tormenta tropical Anita
El 8 de marzo de 2010, un sistema (SL90/Invest90Q) formado en la costa de Río Grande do Sul, Brasil, previamente clasificado como extratropical desarrolló características tropicales, clasificándoselo como tormenta subtropical. El Laboratorio de Investigación Naval de los Estados Unidos monitoreó el sistema como uno de interés bajo la designación Invest90Q. El Centro Nacional de Huracanes de Miami también comenzó un monitoreo como SL90. Durante la tarde del 9 de marzo, el sistema adquirió una intensidad de 55 km/h y una presión barométrica de 1000 hPa. Se le declaró tormenta tropical el día 10 de marzo y se volvió extratropical el día 12. El sistema no tocó tierra.
Por haberse formado el sistema en el Día Internacional de la Mujer, dos días más tarde, los centros meteorológicos regionales brasileños lo bautizaron "Anita", en honor a Anita Garibaldi. Anita registró un índice de ECA de 2,05.

### Ciclón subtropical de noviembre de 2010
El 16 de noviembre de 2010, otra vaguada barotrópica de magnitud media a alta en conjunto con un área de baja presión de núcleo cálido formaron a un sistema sobre Uruguay y el estado brasileño de Río Grande del Sur y se desplazó al sureste en el Atlántico sur, donde lígeramente se fortaleció. El sistema trajo lluvias fuertes localizadas en el sur de Brasil y el noreste de Uruguay que excedieron los 200 milímetros en pocas horas en varias localidades del sur de Río Grande del Sur al noroeste de Pelotas. Se registraron daños e inundaciones en Cerrito, São Lourenço do Sul y Pedro Osório. En Bañado de Pajas, departamento de Cerro Largo en Uruguay, registró 240 milímetros de lluvia. Luego, el sistema inició a desplazarse al sureste, sobre aguas abiertas, donde gradualmente se debilitó.
The subtropical cyclone became a weak trough on November 19, according to the CPTEC. Para enfrentar las lluvias que provocaba, varias docenas de ciudades declararon estado de emergencia. En algunos lugares la lluvia acumuló 30 milímetros que fue drenado naturalmente en cuatro días.

### Tormenta subtropical Arani
El 14 de marzo la Marina de Brasil y la autoridad brasileña de meteorología comenzaron a monitorear un sistema de convección ubicado cerca de la costa sureste del país. El sistema comenzó a organizarse y ese mismo día se le adjudicó la categoría de tormenta subtropical, por poseer características tropicales y extratropicales a la vez. Por primera vez, un sistema con características tropicales recibió un nombre oficial, Arani, en un sector del océano Atlántico para el que no hay designado ni listado oficial de nombres ni un centro meteoroglógico regional especializado en ciclones tropicales. Arani alcanzó su pico máximo a unos 140 km al este de la costa de estado de Río de Janeiro sobre aguas cálidas. Sin embargo, el 16 de marzo comenzó a verse afectado por una fuerte cizalladura proveniente de un sistema frontal cercano.

### Tormenta subtropical Bapo
A inicios del mes de febrero de 2015, un área de baja presión había permanecido sobre el territorio de Brasil, con un desplazamiento estacionario e impedido por una alta presión marítima. A mediados del 2 de febrero, el alta presión empezó a desplazarse al este y alejarse de las costas sudamericanas, provocando el desplazamiento de la borrasca al sureste y su salida al Atlántico. A mediados del 5 de febrero de 2015, la Marinha do Brasil, a través del Centro de Hidrografía Marina, indicó la formación de una depresión subtropical a 170 kilómetros al sureste de la ciudad de São Paulo, Brasil. Al día siguiente, el 6 de febrero, el centro de circulación de magnitud baja se definió mientras se desplazaba al sureste, alejándose del litoral brasileño. A mediados de aquel día, el sistema se intensificó a una tormenta subtropical mientras adquiría convección profunda alrededor de su centro de circulación. La marina brasileña le dio el nombre: Bapo, que registró vientos máximos sostenidos de 65 km/h y una presión mínima de 992 hPa. En las horas siguientes, el Bapo continuó desplazándose al sureste y entró en un área de condiciones infavorables, con una temperatura superficial del mar más fría. Mientras se encontraba a cientos de kilómetros frente a la desembocadura del río de La Plata, entre la frontera de Argentina y Uruguay, el Bapo se degradó a depresión subtropical. Finalmente, a mediados del 8 febrero, se convirtió en un ciclón extratropical. El sistema sólo provocó lluvias torrenciales en el estado de Espírito Santo y aledaños, acompañadas de ráfagas de viento de 42 km/h en el aeropuerto de Vitória.

### Tormenta subtropical Cari
El 10 de marzo de ese mismo año y a un mes después de la disipación del Bapo, el Centro de Hidrografía da Marinha empezó a emitir avisos acerca de otra depresión de características subtropicales en la tarde, mientras que el CPTEC le había asignado el nombre de Cari a la tormenta. A las 00:00 UTC del día siguiente, la Marinha do Brasil promovió al sistema a tormenta subtropical y le adoptó el nombre de la CPTEC al sistema. El 12 de marzo, la Marinha lo degradó a depresión subtropical, mientras que el CPTEC consideró que la tormenta se había convertido en un "ciclón híbrido". Finalmente, durante la tarde del 13 de marzo, la Marinha degradó a la depresión Cari a un área de baja presión. Durante su existencia, el Cari produjo lluvias torrenciales, inundaciones y algunos deslizamientos de tierra en las ciudades orientales de los estados de Santa Catarina y Río Grande do Sul. Se reportaron lluvias que acumularon entre 100 y 180 milímetros, con vientos huracanados cuyas ráfagas alcanzaron los 75 km/h en Laguna y Cabo de Santa Marta. Una boya naval reportó olas de 6 metros de altura en la costa del estado de Santa Catarina.

### Tormenta subtropical de enero de 2016
El día 5 de enero de 2016, el Centro de Hidrografía da Marinha de Brasil empezó a monitorear una depresión subtropical que se había formado al este del estado de Espírito Santo. Durante la noche del 6 de enero el ciclón alcanzó la categoría de tormenta subtropical según datos ASCAT. Aunque el 7 de enero, la depresión se disipó sin mayor repercusión.

### Tormenta subtropical Guará
Según el Centro Hidrográfico de la Armada de Brasil, el 9 de diciembre de 2017, se formó una tormenta subtropical en el extremo sureste de una Zona de Convergencia del Atlántico Sur, ubicada cerca de la frontera entre los estados de Espírito Santo y Bahía, moviéndose hacia el sureste, desde Tierra. El 11 de diciembre, a medida que avanzaba hacia el sur, el Guará alcanzó su intensidad máxima mientras transicionaba a ciclón extratropical. Poco después, el Guará se volvió completamente extratropical.

### Tormenta tropical Iba
Designación NOAA: 01Q o Uno-Q. El 23 de marzo de 2019, se formó una depresión tropical paralelo a la costa brasileña de Bahía. Al día siguiente, el sistema se intensificó a tormenta tropical, recibiendo el nombre: Iba de parte del Centro de Hidrografía de la Marina brasileña. El Iba se convirtió en el primer sistema tropical en ser nombrado desde la tormenta tropical Anita (no oficialmente nombrado por la Marina) y oficialmente de la lista de nombres para ciclones tropicales para esta cuenca.

### Tormenta subtropical Mani
El 25 de octubre de 2020, una tormenta subtropical se formó cerca de Espírito Santo y Bahia, y a las 00:00 UTC fue nombrada Mani. El 28 de octubre, se debilitó a un área de baja presión.

## Nombres de los ciclones tropicales
Los siguientes nombres son publicados por la Armada de Brasil Servicio Meteorológico Marino del Centro Hidrográfico y se utilizan para las tormentas tropicales y subtropicales que se forman en el área al oeste del  20ºW y al sur del ecuador en el Océano Atlántico Sur. Anunciado originalmente en 2011 la lista se amplió de diez a quince nombres en 2018. Los nombres se asignan en orden alfabético y se utilizan en orden rotativo sin importar el año. Los nombres de sistemas tropicales o subtropicales importantes serán retirados.
En 2022, se añadieron 32 nuevos nombres ya que la lista vigente para entonces se había agotado.

| - Arani - Bapo - Cari - Deni - Eçaí - Guará - Iba - Jaguar - Kurumí - Mani - Oquira - Potira - Raoni - Ubá - Yakecan | - Akará - Biguá - Caiobá - Endy - Guarani - Iguaçú - Jaci - Kaeté - Maracá - Okanga - Poti - Reri - Sumé - Tupã - Upaba - Ybatinga | - Aratu - Buri - Caiçara - Esapé - Guaí - Itã - Juru - Katu - Murici - Oryba - Peri - Reia - Samburá - Taubaté - Uruana - Ytu |

Kamby fue reemplazado por Kurumí en 2018 sin ser utilizado.